# Маре (остров)
Маре (на английски: Maré Island; на френски: Île Maré) е вторият по големина и най-висок остров на островната група Лоайоте. Отвъдморска територия на Франция, административно е подчинен на комуната Маре.

## География
Остров Маре е разположен на 110 км североизточно от остров Нова Каледония, на 47 км югоизточно от остров Лифу и на 217 км югозападно от остров Анейтюм.
Дължината на острова е около 42 км, а ширината варира между 16 до 33 км. Както и съседния остров Лифу, Маре е бивш атол, който с времето се е издигнал до съвременното ниво около 120 метра. Във вътрешната част на острова е разположена бивша лагуна, заградена от сравнително висок пръстен суша, (в миналото това са били островчета (моту). Крайбрежието на Маре в преобладаващата си част е скалисто.

## История
Историческото име на острова, Британия (на английски: Britannia), било дадено на Маре от английския капитан Уилям Равен (на английски: William Raven), който го изследвал през 1803 г. В течение на продължителен период от време Маре се е намирал основно под влияние на англичаните, предимно търговци и мисионери. Първият европеец, стъпил на острова през 1800 г. бил капитан Батлър, откривател на остров Уолпол. През 1864 г. островът бил анексиран от Франция.

## Население
През 2004 г. Маре е наброявал 7401 жители, по-голямата част от които меланезийци. Коренният език на местните жители - ненгоне, се отнася към австронезийските езици. Основния поминък на населението е градинарството (най-вече отглеждане на авокадо).
Най-големите селища на острова са селата Тадине (Tadine) и Ла-Роше (La Roche). На острова живеят представители на 29 традиционни племена. Административно Маре е разделен на осем окръга: Гуахма (Guahma), Тадине (Tadine), Вабао (Wabao), Ени (Eni), Меду (Medu), Ларош (Laroche), Таваинедре (Tawainedre) и Пенело (Penelo).
Поради засилена мисионерска дейност на англичаните през 19 век, сред местното население са се оформили 2 общности на католици и протестанти, които са имали през годините засилено религиозно търкане помежду си.